# Palazzo Baldinotti Carpegna
Palazzo Baldinotti Carpegna, noto semplicemente come palazzo Carpegna, è un palazzo storico di Roma sito nel rione Sant'Eustachio lungo corso del Rinascimento e adiacente a palazzo Madama.

## Uso
Utilizzato inizialmente come residenza nobiliare, prevalentemente dalle famiglie Baldinotti e Carpegna (da cui prende il nome), fu poi tra le prime sedi dell'Università degli Studi di Roma "La Sapienza" fino alla realizzazione della Città universitaria. 
Ricostruito intorno al 1935 nell'ambito degli sventramenti per la realizzazione di corso del Rinascimento, fu poi unito a palazzo Madama da una galleria aerea e da allora ospita alcuni uffici del Senato della Repubblica.

## Storia
Il palazzo fu realizzato probabilmente sul finire del XVII secolo su progetto dell'architetto Giovanni Antonio De Rossi dietro commissione della famiglia toscana dei Baldinotti. L'ospite più illustre del palazzo fu il cardinale Giovanni Francesco Albani, che vi abitò fino all'elezione al soglio pontificio col nome di Clemente XI; durante la sua permanenza vi raccolse numerose sculture ed una nutrita biblioteca.
L'edificio passò alla famiglia Carpegna tramite il matrimonio di Giustina Ginevra Baldinotti con Francesco Maria II Carpegna (nipote del cardinale Gaspare Carpegna) e alla morte di quest'ultimo, per testamento, passò al nipote Antonio Gabrielli, figlio della primogenita Laura, che rinunciò al proprio cognome e titolo, assumendo per "sostituzione" il cognome, i titoli e la sovranità della casa e della contea di Carpegna. Nel corso del XIX secolo nel palazzo vi abitò anche Gaetano Moroni, bibliografo italiano nonché Aiutante di camera di Sua Santità di papa Gregorio XVI.
Nel 1919 l'edificio fu acquistato dallo Stato italiano e fu costruito un cavalcavia provvisorio per unirlo all'adiacente palazzo della Sapienza, divenendo sede universitaria della Facoltà di Lettere e Filosofia.
Con l'approvazione del nuovo piano regolatore del 1931 che prevedeva la realizzazione di corso del Rinascimento il palazzo, già liberato dalle istituzioni universitarie (trasferite nella nuova Città universitaria), fu parzialmente demolito nel 1935 ma, tramite l'approvazione di una variante, ne fu disposta la ricostruzione in posizione arretrata rispetto all'originale. Successivamente fu realizzata l'unificazione con l'adiacente palazzo Madama attraverso la costruzione di un portico a due piani. Durante la ricostruzione del palazzo si rese necessario il trasferimento di alcune opere realizzate da Ludovico Gimignani e poi esposte nella galleria dell'Eroe di palazzo Madama.